# Maria Filomena Mónica
Maria Filomena de Carvalho Godinho Mónica (Lisboa, São Mamede, 30 de janeiro de 1943) é uma socióloga portuguesa.

## Biografia
É licenciada em Filosofia pela Universidade de Lisboa (1969), e doutorada em Sociologia, pela Universidade de Oxford, com uma tese sobre Educação e Sociedade no Salazarismo (1978), que frequentou graças a uma bolsa da Fundação Calouste Gulbenkian. Foi, de resto, a primeira mulher portuguesa a obter um doutoramento em Sociologia.
Dedicou a sua carreira à investigação, sendo autora de uma vasta bibliografia, de índole histórica e sociológica, destacando-se, entre os seus interesses de investigação e escrita, a Educação — entre outros títulos, Educação e Sociedade no Portugal de Salazar (tese de doutoramento), Os Filhos de Rousseau e Sala de Aula —; o mundo do Trabalho e da Indústria — Artesãos e Operários, Os Grandes Patrões da Indústria Portuguesa, O Tabaco e o Poder —; a vida social — Os Pobres, Os Ricos, Vida Moderna; e obras de sociologia política, como A Queda da Monarquia e o Dicionário Biográfico Parlamentar — 1834/1910, de que foi organizadora. 
É ainda autora de biografias de Eça de Queiroz, Cesário Verde, D. Pedro V e Fontes Pereira de Melo, e de perfis historiográficos de famílias ligadas às Ilhas dos Açores Os Cantos e Os Dabney: Uma Família Americana nos Açores. 
Paralelamente a atividade de investigadora, Maria Filomena Monica teve uma intensa colaboração com os meios de comunicação social — nos últimos anos como cronista no Público e no Expresso —, e assinou séries para a televisão. 
Publicou as suas memórias sob o título Bilhete de Identidade. 
Em 2009 era investigadora-coordenadora (aposentada) do Instituto de Ciências Sociais da Universidade de Lisboa.
Desde 2013 sofre de uma forma de cancro no sangue, mieloma múltiplo.
A 13 de fevereiro de 2025, foi agraciada com o grau de Grã-Cruz da Ordem da Instrução Pública. Recebeu a condecoração numa cerimónia realizada em casa, a 3 de abril de 2025.

### Família
Filomena Mónica é filha do economista José António Mónica (Ferreira do Zêzere, Águas Belas, Varelinha, 2 de Junho de 1910 – Lisboa, 24 de Abril de 1989), funcionário do quadro administrativo da Direção-Geral de Saúde Pública, e de sua mulher (casados no Santuário de Fátima, a 2 de Março de 1942) Maria Margarida da Conceição Carvalho (Coração de Jesus, Lisboa, 25 de Janeiro de 1920 – Lisboa, Junho de 2006).
Casou primeira vez religiosamente, quando ainda era menor, em Lisboa, na Capela da Condessa de Cuba (Capela do Rato), a 4 de Abril de 1963 com Carlos Braamcamp Freire Pinto Coelho (Lisboa, Santa Isabel, 26 de Fevereiro de 1940 – Lisboa, Santo Condestável, 10 de Maio de 2008), comandante piloto da aviação civil, de quem se separou judicialmente em Dezembro de 1972 (obtendo o divórcio de forma automática em 1976, logo após a sua legalização), e de quem teve uma filha, a jornalista Sofia Pinto Coelho, e um filho, o publicitário Filipe Mónica Pinto Coelho (Lisboa, São Jorge de Arroios, 22 de Novembro de 1964).
Entre 1974 e 1976, viveu com Vasco Pulido Valente.
Casou segunda vez, em 1995, com o sociólogo António Barreto, do Instituto de Ciências Sociais da Universidade de Lisboa.

## Obras
- Educação e Sociedade no Portugal de Salazar (Presença, 1978)
- A Escola e as Classes Sociais (Antologia) (Presença, 1981)
- O Retrato da Lisboa Popular (Presença, 1982) - co-autoria com António Barreto
- O Movimento Socialista em Portugal (1875-1914) (Imprensa Nacional, 1985)
- Artesãos e Operários (ICS-UL, 1986)
- A Queda da Monarquia (Dom Quixote, 1987)
- Os Grandes Patrões da Indústria Portuguesa (Dom Quixote, 1990)
- Tabaco e o Poder (Quetzal, 1992)
- Visitas ao Poder (Quetzal, 1993, pelo qual recebeu o Prémio Máxima de Literatura)
- Os Costumes em Portugal (Público, 1996)
- Turista à Força (Quetzal, 1996)
- Os Filhos de Rousseau (Relógio d'Água, 1997)
- Guia dos Direitos do Cidadão, Forum Justiça e Liberdades (Círculo de Leitores, 1997)
- Vida Moderna (Quetzal, 1997)
- Cenas da Vida Portuguesa (Quetzal, 1999)
- Fontes Pereira de Melo (Afrontamento, 1999; reedição Alêtheia, 2009)
- Dicionário de História de Portugal (Figueirinhas, 1999) - co-autoria com António Barreto
- Eça de Queirós (Quetzal, 2001)
- Os Sentimentos de uma Ocidental (Quetzal, 2002)
- Isabel, Condessa de Rio Maior (Quetzal, 2004)
- Bilhete de Identidade, Memórias 1943-1976 (Alêtheia, 2005; reedição Alêtheia, 2017)
- Eça de Queiroz (Tamesis, 2005)
- D. Pedro V (Temas e Debates, 2007)
- Cesário Verde (Alêtheia, 2007)
- Ensaios sobre Eça de Queirós (Relógio d'Água, 2007)
- Confissões de uma Liberal (Quasi, 2007)
- Nós, os Portugueses (Quasi, 2008)
- Vale a Pena Mandar os Filhos para a Escola? (Relógio d'Água, 2008)
- Os Cantos: A Tragédia de uma Família Açoriana (Alêtheia, 2010)
- Vidas: Biografias, Perfis e Encontros (Alêtheia, 2010)
- A Morte (Relógio d'Água/Fundação Francisco Manuel dos Santos,  2011)
- A Sala de Aula (Fundação Francisco Manuel dos Santos, 2014)
- A Minha Europa (A Esfera dos Livros, 2015)
- Os Pobres (A Esfera dos Livros, 2016)
- Os Ricos (A Esfera dos Livros, 2018)
- Nunca Dancei num Coreto, Crónicas do Expresso, 2011/2018 (Relógio d'Água, 2018)
- O Filho da Rainha Gorda - D. Pedro V e sua mãe, D. Maria II (Quetzal, 2018)
- O Olhar do Outro - Estrangeiros em Portugal: Do Século XVIII ao Século XX (Relógio d'Água, 2020)
- O Meu País - Notas sobre nacionalismo (Relógio d'Água, 2020)
- Uma Estranha Amizade - Eça de Queiroz e Ramalho Ortigão (Relógio d'Água, 2021)
- Duas Mulheres (Relógio d'Água, 2022)
- Os Livros da Minha Vida (Relógio d'Água, 2023)
- O Político e o Cientista - Sócrates e Boaventura (Relógio d'Água, 2023)
- Viagem de Inverno (Relógio d'Água, 2024)